# Breznik, Zagorje ob Savi
Breznik este o localitate din comuna Zagorje ob Savi, Slovenia, cu o populație de 24 de locuitori.